# Bollito misto
Le bollito misto (« bouillie mixte » en italien) est une spécialité culinaire à base de différents morceaux de viande bouillie. Largement répandu dans la plaine du Pô, le plat est originaire du Piémont. La viande, servie chaude ou froide, est généralement accompagnée de légumes cuits avec la viande. Il peut s'agir généralement de carottes, d'oignons, de céleri, de pommes de terre, de sauces ou d'autres plats comme la purée de pommes de terre ou encore de mostarda.

## Préparation

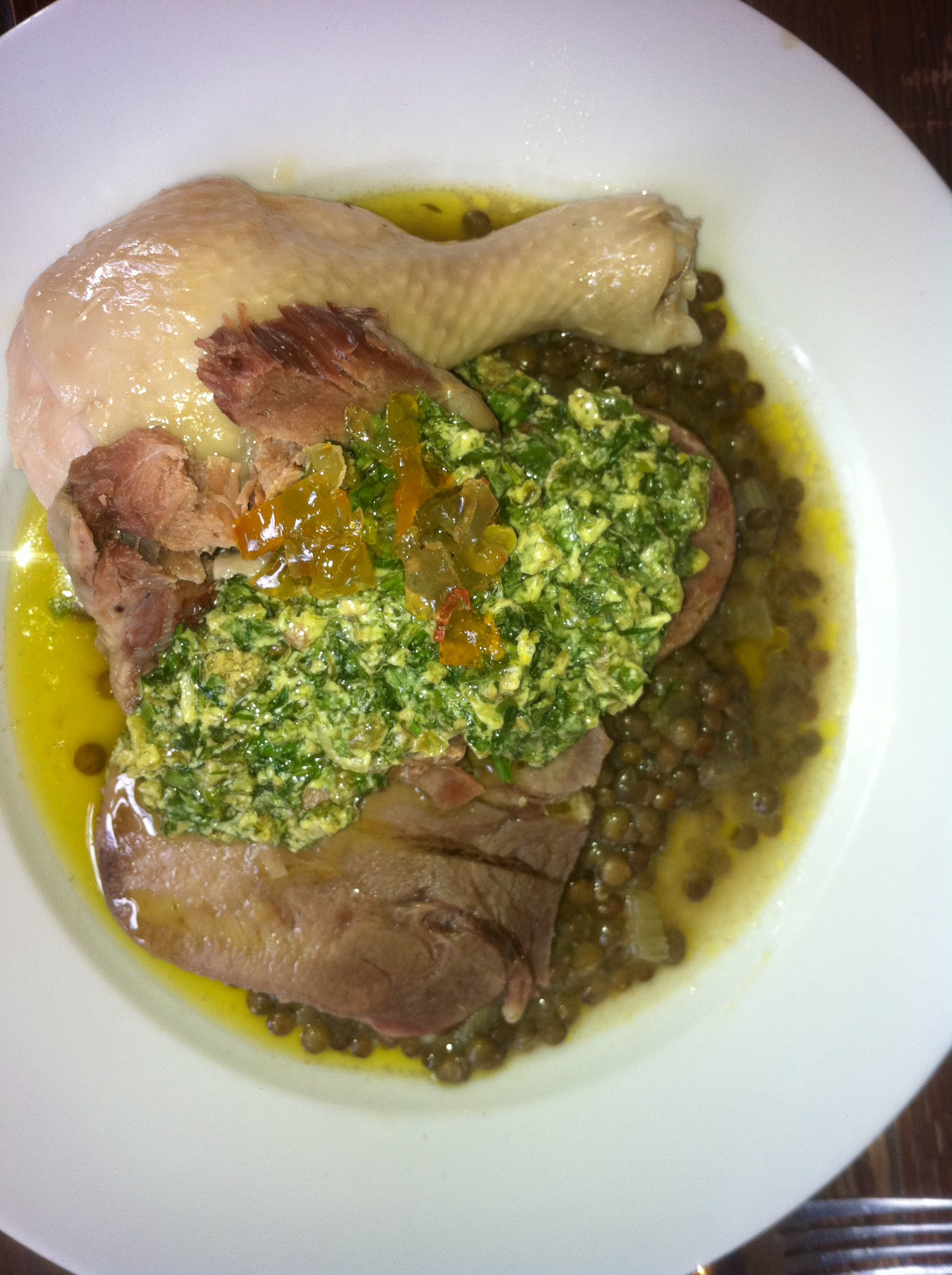
Bollito mélangé avec de la sauce verte.

Les morceaux de bœuf les plus couramment utilisés dans la préparation du bollito misto sont : le plat de côtes, la queue, les muscles, la langue, et la tête. Viennent s'y ajouter d'autres morceaux tels que l'épaule, bon e brut (pâtes d'origine piémontaise), le collier ou encore le flanchet. 
Si on se sert du bouillon par la suite, la viande doit être mise dans une eau froide. On écume ensuite pour retirer la mousse qui se forme au début de l'ébullition. On ajoute ensuite les diverses épices. Si le bouillon ne doit pas être utilisé, la viande doit être placée dans l'eau en ébullition. Souvent, le chapon est également utilisé au lieu de la poule ou du poulet fermier avec le bœuf. Parfois, la viande de porc est ajoutée au plat, sous la forme de zampone ou de cotechino et doit être cuite séparément.

### Variante piémontaise
La recette traditionnelle de la bollito misto piémontaise — également connue sous le nom de bollito storico risorgimentale piemontese (bollito risorgimentale piémontais), parce que le plat fut particulièrement apprécié par le roi Victor-Emmanuel II —, comprend sept morceaux principaux de bœuf, cuits ensemble dans le plus grand pot, sept ammennicoli (ou morceaux de viande cuits dans des casseroles séparées), sept bagnetti ou sauces, un richiamo (lonzu) et quatre accompagnements (pommes de terre, épinards au beurre, champignons sautés et oignons aigre-doux). À la fin, une tasse de bouillon chaud est recommandée. 

## Accompagnement
Le bollito est souvent accompagnée de sauces comme le friggione, la mayonnaise, la moutarde, la cognà, le bagnet verd, le bagnet ross, le pearà, le raifort ou encore la sauce verte. La mostarda de Crémone ou la cognà sont fréquemment utilisées avec un bol de bouillon très chaud. 
Le bollito misto est traditionnellement un plat hivernal, ce qui n'empêche pas de le retrouver également à d'autres périodes de l'année. Il s'accompagne de vins rouges jeunes, moyennement acides et tanniques. Parmi les vins piémontais, à part ceux basés sur les cépages barbera et dolcetto, le grignolino est tout à fait approprié.